# IC 167
IC 167 est une galaxie spirale intermédiaire vue de face. Elle est située dans la constellation du Bélier. Sa vitesse par rapport au fond diffus cosmologique est de (2662 ± 20) km/s, ce qui correspond à une distance de Hubble de 39,3 ± 2,8 Mpc (∼128 millions d'al). IC 167 a été découverte par l'astronome français Guillaume Bigourdan en 1889.
En raison d'une brillance de surface égale à 14,82 mag/am2, on peut qualifier IC 167 de galaxie à faible brillance de surface (LSB en anglais pour low surface brightness). Les galaxies LSB sont des galaxies diffuses (D) avec une brillance de surface inférieure de moins d'une magnitude à celle du ciel nocturne ambiant.
À ce jour, plus d'une dizaine de mesures non basées sur le décalage vers le rouge (redshift) donnent une distance de 22,240 ± 8,286 Mpc (∼72,5 millions d'al), ce qui est à l'extérieur des valeurs de la distance de Hubble.

## Groupe de NGC 691

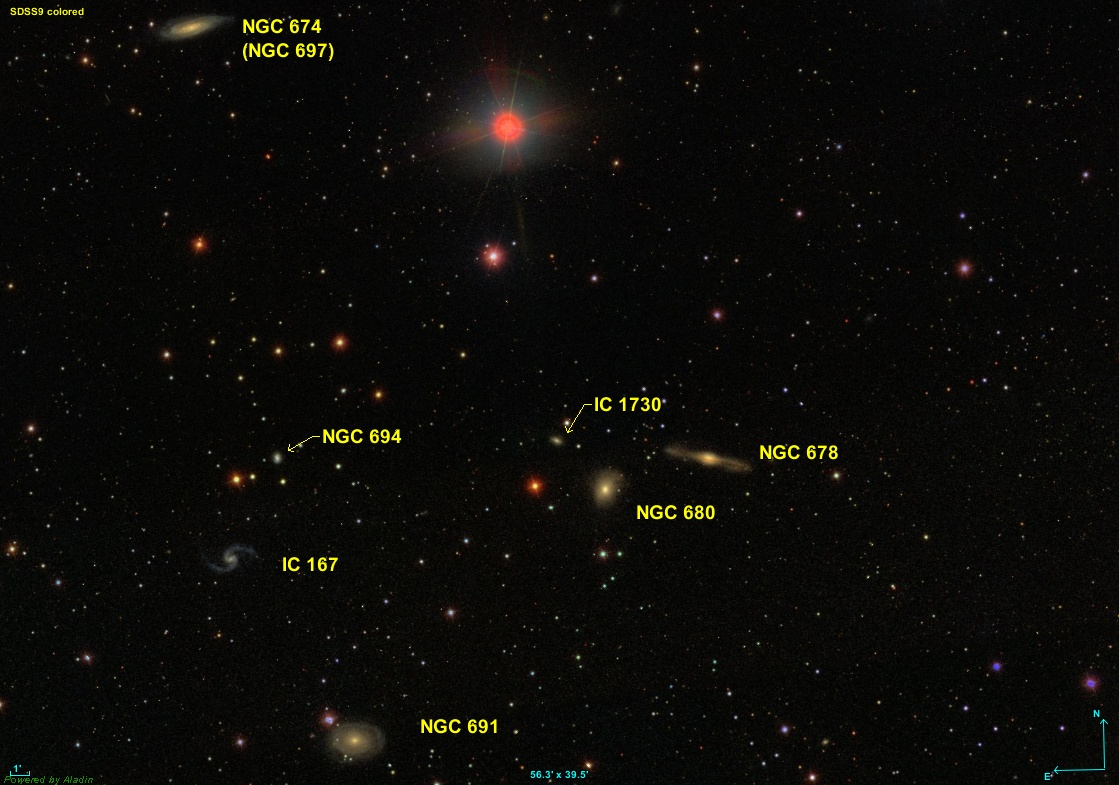
Le groupe de NGC 691 par SDSS.

IC 167 fait partie du  groupe de NGC 691 qui comprend au moins 10 galaxies et peut-être une onzième. Sept galaxies de ce groupe inscrites dans l'article d'Abraham Mahtessian paru en 1998 sont IC 163, NGC 678, NGC 680, NGC 691, NGC 694, IC 167 et NGC 697 (=NGC 674). À ces sept galaxies, s'ajoutent 3 autres petites galaxies inscrites dans la l'article d'A.M. Garcia paru en 1993 : UGC 1287, UGC 1294 et UGC 1490. La galaxie IC 1730 pourrait s'ajouter à ce groupe, car elle est dans la même région du ciel et à une distance comparable. La galaxie la plus brillante du groupe est NGC 691 et la plus grosse est NGC 678.